# Резолюция Совета Безопасности ООН 552
Резолюция Совета Безопасности ООН 552 — резолюция Совета Безопасности ООН, принятая 1 июня 1984 года, после рассмотрения жалоб от Бахрейна, Кувейта, Омана, Катара, Саудовской Аравии и Объединенных Арабских Эмиратов, в связи с нападениями на их корабли со стороны Ирана. Совет осудил эти нападения, вновь заявив, что государства-члены должны воздерживаться от использования угроз или применения силы во взаимных отношениях.
Затем Совет Безопасности призвал все государства соблюдать свободное судоходство в международных водах в соответствии с международным правом, призывая к уважению территориальной целостности государств, которые не были участниками конфликта между Ираном и Ираком. В резолюции потребовалось, чтобы Иран прекратил нападения на торговые корабли, которые вели торговлю, выходя из портов Кувейта и Саудовской Аравии.
В резолюции 552 говорится, что если нынешняя резолюция не будет реализована, она вновь будет обсуждаться, чтобы обсудить дальнейшие действия, которые бы ООН могла бы принять по этому вопросу. Она также предусматривала, что Генеральный секретарь Хавьер Перес де Куэльяр должен представлять доклад о ходе осуществления Резолюции 552.
Резолюция была принята 13 голосами при двух воздержавшихся (от Никарагуа и Зимбабве).
Хотя резолюция 552 осудила Иран за нападения на морские суда, Ирак также напал на некоторые суда, что привело к заявлениям об осуждении его со стороны Ирана. В дни, прошедшие после принятия этой резолюции, два самолета F-15 Саудовской Аравии сбили два иранских F-4 над воздушным пространством Саудовской Аравии.